# ウラジーミル・ムスチスラヴィチ (キエフ大公)
ウラジーミル・ムスチスラヴィチ（ロシア語表記：Владимир III Мстиславич, 1132年 - 1173年）は、ドロゴブージ公（在位：1150年 - 1154年、1170年 - 1171年）、ウラジーミル・ヴォリンスキー公（在位：1154年 - 1157年）、スルツク公（在位：1162年）、トリポリエ公（在位：1162年 - 1168年）、キエフ大公（在位：1171年）。ムスチスラフ1世の息子の一人。治世が余りに短かったため、しばしばキエフの統治者リストから漏れることがある。

## 妻子
妻はハンガリーのバン・ベロシュ(ru)の娘（1150年結婚）。子には以下の人物がいる。
- ムスチスラフ
- ヤロスラフ
- ロスチスラフ
- スヴャトスラフ